# L'Éclair (opéra)
L'éclair est un opéra comique en 3 actes de Fromental Halévy sur un  livret de Jules-Henri Vernoy de Saint-Georges.
L'éclair fut créé à Paris à l'Opéra-Comique, dans la Salle de la Bourse le 16 décembre 1835. L'opéra reçut un bon accueil, Halévy bénéficiant ainsi de deux succès successifs sur les scènes  parisiennes, après le succès de  son  grand opéra, La Juive). Lors  de cette création Jacques Offenbach était violoncelliste de l'orchestre.
L'opéra fut représenté aux États-Unis le 16 février 1837 au Théâtre d'Orléans à la Nouvelle-Orléans. Il demeura populaire tout au long du XIXe siècle, Emma Calvé l'interpréta en 1885, et fut recréé au XXe siècle. Certains de ses airs, dont l'air de ténor " Quand de la nuit", ont été gravés sur disque.

## Rôles
| Rôle          | Voix    | Distribution de la création, 16 décembre 1835(Direction: Henri Valentino) |
| ------------- | ------- | ------------------------------------------------------------------------- |
| George        | ténor   | Joseph-Antoine-Charles Couderc                                            |
| Henriette     | soprano | Amélie Miro-Camoin                                                        |
| Lyonel        | ténor   | Jean-Baptiste Chollet                                                     |
| Madame Darbel | soprano | Félicité Pradher, née More                                                |

## Argument
A Boston, aux temps de la création de l’œuvre.
L'opéra raconte les amours de George, citoyen anglais  et  de Lyonel, américain, pour deux sœurs Henriette et Mme Darbel, une veuve. Ces amours  sont  rendus  complexes par l'indécision de  chacun et leur inconstance  dans le choix  de partenaires privilégiés. L'intrigue est en outre complexifiée par la cécité temporaire  dont  soufre Lyonel après  avoir  été frappé par la foudre.